# Linda McCurry
Linda McCurry (Linda Joan McCurry, verheiratete Morton; * 20. Juni 1955) ist eine ehemalige britische Sprinterin.
1974 schied sie bei den British Commonwealth Games in Christchurch über 100 und 200 Meter im Vorlauf aus.
Bei den Commonwealth Games 1978 in Edmonton wurde sie Achte über 200 Meter und erreichte über 400 Meter das Halbfinale.
Sechsmal wurde sie Nordirische Meisterin über 100 Meter (1973, 1975–1977, 1979, 1980), siebenmal über 200 Meter (1972, 1973, 1975–1978, 1980) und zweimal über 400 Meter (1978, 1980). 1979 wurde sie Schottische Meisterin über 200 Meter und 1980 Irische Meisterin über 400 Meter.

## Persönliche Bestzeiten
- 100 m: 11,7 s, 1976
- 200 m: 23,62 s, 8. August 1978, Edmonton
- 400 m: 54,01 s, 19. August 1978, London